# Ligne 1 (O-Train)
Ne doit pas être confondu avec Train de la Confédération.
Pour un article plus général, voir O-Train.
La Ligne 1 de l'O-Train, ou la ligne de la Confédération, est une ligne de train léger à Ottawa (Ontario, Canada).
La Ligne 1 est inaugurée le 14 septembre 2019, sans passage à niveau avec d'autres moyens de transport, ni d'accès piétonnier.
Malgré son nom, elle est chronologiquement la seconde du réseau d'O-Train exploité par OC Transpo.

## Histoire
En octobre 2011, la ville présélectionne trois consortiums pour construire la nouvelle ligne. Le 19 décembre 2012, le conseil municipal approuve à l'unanimité la construction de la ligne de la Confédération. Ce même jour le conseil municipal sélectionne le consortium Rideau Transit Group. La construction commence en 2013. Des essais sur la ligne débutent en décembre 2016.

### Retard et incidents du chantier
Le 8 juin 2016, une partie de la rue Rideau s'affaisse, bloquant la circulation et ralentissant le chantier de la station.
Initialement prévue pour mai 2018, la fin des travaux a été reportée à novembre 2018. Ce premier report n'ayant pas permis à Rideau Transit Group de terminer les essais, la date de livraison des travaux fut repoussée à plusieurs reprises. L'ouverture de la Ligne 1 a finalement lieu le 14 septembre 2019.
D'un coût d'un peu plus de 2,1 milliards de dollars, il s'agissait du plus grand projet d'infrastructure attribué dans l'histoire de la ville avant d'être dépassé par le prolongement de l'étape 2 de la ligne qui coûterait 4,66 milliards de dollars.

## Caractéristiques de la ligne
D'une longueur de 12,5 km, la Ligne 1 compte 13 stations entre Tunney's Pasture et Blair.
La ligne, entièrement au sol avec des dénivelés, est construite dans l'emprise du Transitway, à l'exception d'un tunnel de 2,5 km en centre-ville avec trois stations (Lyon, Parlement, Rideau) souterraines.
La Ligne 1 est en correspondance avec les bus rapides du Transitway à la station Tunney’s Pasture dans l’ouest et au chemin Blair dans l'est ainsi qu'avec la Ligne 2 de l'O-Train à la station Bayview.

## Équipements de la ligne
Rideau Transit Group achète 34 véhicules type Citadis Spirit d'Alstom pour cette nouvelle ligne en février 2013,. La maquette du véhicule est dévoilée en janvier 2015. Les installations d’entretien et de remisage se situent au coin du chemin Belfast et du boulevard St-Laurent.
L'alimentation électrique des véhicules en 1500 V cc est réalisée par caténaire et pantographe.
C'est également Alstom qui gagne le contrat de maintenance des infrastructures de la ligne en septembre 2016.
Sur la base d'un contrat signé en mars 2013, la nouvelle ligne est équipée de signalisation du type Seltrac CBTC fournie par la société Thales.

## Prolongements
À l'étape suivante dite « Étape 2 », la ligne de la Confédération sera prolongée de 12 km à l'est de Blair à Trim (cinq stations d'ici 2025) et à l'ouest de jusqu'à la station Algonquin (4 stations d'ici 2027). De plus, 23 de ses stations seront alors partagées avec la Ligne 3, dont la correspondance pourra être faite à la station Lincoln Fields. Alstom a remporté un contrat de 38 véhicules en juin 2017. Comme pour la ligne initiale, c'est Thales qui fournira la signalisation de la ligne. Le projet a reçu un soutien financier du gouvernement fédéral en juillet 2015 et de la province de l'Ontario en mai 2018. Les contrats ont été acceptés par le Conseil municipal en mars 2019.